# Another Code 兩段記憶
《Another Code 兩段記憶》（官方译为）是一個任天堂DS視覺小說冒險遊戲。此遊戲由Cing開發，任天堂發佈，是Cing開發的首個任天堂DS遊戲。其續作為Wii的《Another Code: R 記憶之門》。

## 遊戲系統
玩家在此遊戲中需要控制13歲艾希莉·羅賓斯在虛構的血愛德華島上四處探索，並解開多個謎題。玩家需要使用觸摸屏控制艾希莉移動，而上方螢幕則會顯示艾希莉所在地的景物。在解謎時，玩家需要運用任天堂DS的多個功能去解謎，如觸摸屏、麥克風等。在遊戲中，阿什利擁有一部名為「DAS」的便攜設備。該便攜設備能讓玩家存檔、閱讀DAS卡上的資訊、拍照和檢查擁有的物品。

## 劇情
此遊戲設定於虛構的血愛德華島上。主角艾希莉·米茲契·羅賓斯的雙親於1994年失蹤，而她也被告知他們已死。但是，她於11年後獲得父親的通知，顯示其父親未死。而其父親也邀請她到血愛德華島上相聚。但當艾希莉到達島嶼後，卻接連發生一些奇怪的事。而被重重謎團包圍的血愛德華島，卻與其父母有關。

## 發佈
Cing於2004年2月開始《Another Code 兩段記憶》的開發工作，並於2004年10月7日由任天堂宣佈此遊戲將會以「Another」之名推出。此遊戲的首個試玩版是於2004年11月任天堂世界日本巡迴中發佈。於2005年1月13日的一個任天堂發布會上，任天堂宣佈此遊戲將於同年2月24日在日本發佈。在2005年4月末，任天堂歐洲宣布此遊戲將於同年6月24日在歐洲以「Another Code: Two Memories」之名發佈。同年，此遊戲於電子娛樂展覽以「Trace Memory」之名展出，並於6月26日在北美發佈。

## 評價
《Another Code 兩段記憶》獲得的評價不錯。其劇情和畫質均備受好評。《電腦和電子遊戲》的馬特·威爾士指出「透過華麗的手繪畫作、精彩詳細的3D環境和親切專業的故事情節，此遊戲成功製作一個輕鬆、獨特、引人入勝的氣氛」。《悉尼先驱晨报》的賈森·希爾則指出「此遊戲擁有豐富的情節，並透過遊戲中的角色探索愛情、悲傷、野心、記憶等主題」。而Eurogamer的克里斯坦·里德則指出「此遊戲在構建遊戲方面非常出色，以致能讓玩家不停猜想遊戲之後的進程」。《GamesMaster》稱讚此遊戲的畫質，並指出「嬌媚的動漫人物和可愛的3D環境配合得很好」，而GameSpot的伯大尼·馬西米拉則指出「遊戲中的2D畫作才是精華所在」。
可是，此遊戲的解謎部份卻被不少人批評。1UP的傑里米·帕里什認為此遊戲的謎題過於非原創，並指出「阻撓遊戲進展的謎題是那麼的古老，連考古學家都能在古代的泥板上找到這些謎題的答案」。但是，帕里什仍然認為此遊戲並沒有做得那麼差。他指出「此遊戲的目標玩家很可能是和阿什利同年齡的小女孩」。在操控方面，《GamesMaster》稱讚此遊戲的操控系統，並認為它是「有史以來最好的」。他們指出此遊戲運用任天堂DS的多個功能設計謎題「重新定義了遊戲中的解謎」。
而此遊戲獲得最多負面評價的部份就是其長度和重玩價值。在長度方面，馬西米拉指出「你可以在一個馬拉松比賽期間完成整個遊戲」，而IGN的克雷格·哈里斯則認為「此遊戲作為冒險遊戲，實在是太短，太短了」。在重玩價值方面，威爾士指出「玩家重玩的動力太少了」。很多評價家亦批評「遊戲中很多物品都要在有用時才能拿」。

## 銷售
《Another Code 兩段記憶》是2005年日本第123暢銷遊戲，它於該年共售出了105,452套遊戲。此遊戲亦是2005年歐洲第32暢銷的任天堂DS遊戲，共售出了約15,000套遊戲。截至2013年7月27日，此遊戲共售出了27萬套遊戲，其中12萬是在日本售出，14萬是在美國售出。

## 重製版
《Another Code 回憶錄：兩種記憶 / 記憶之門》是本作及《Another Code: R 記憶之門》在任天堂Switch平台的合輯兼重製版，遊戲由亞克系統負責開發，於2024年1月19日由任天堂發行。

## 外部連結
- 日本官方網站（页面存档备份，存于）
- 歐洲官方網站
- Official 北美官方網站